# Coppa Italia Serie C 2003-2004
La Coppa Italia di Serie C 2003-2004 è stata la 23ª edizione del torneo calcistico noto successivamente come Coppa Italia Lega Pro. Venne vinto dal Cesena che si è aggiudicato il trofeo per la sua prima volta nella storia battendo la Pro Patria nella finale a doppia sfida.

## La formula
Vengono ammesse alla competizione tutte le squadre che risultano regolarmente iscritte ad un campionato di Serie C. La competizione si divide in due fasi:
- Fase eliminatoria a gironi: vi partecipano le 80 squadre di serie C1 e serie C2 che non prendono parte alla Coppa Italia maggiore. Le 80 squadre sono suddivise in 16 gironi di cinque squadre ciascuna. Si giocano partite di sola andata e vengono ammesse al turno successivo le prime classificate di ogni girone e le 9 migliori seconde.
- Fase ad eliminazione diretta: alle 25 qualificate tramite la fase eliminatoria, si uniscono le 7 squadre che hanno preso parte alla Coppa Italia di A e B (Brindisi, Cesena, Martina, Pisa, Pro Patria, Sambenedettese, Teramo), per avere un totale di 32 società partecipanti alla fase finale. Tutte le partite della seconda fase si giocano con il criterio della doppia gara (andata e ritorno) con i canonici criteri per la determinazione della squadra vincente alla fine del doppio scontro.
- A seguito del ripescaggio in Serie B la Fiorentina partecipò alle restanti gare del proprio girone, pur di fatto essendo "esclusa" dalla competizione in quanto società di ormai categoria superiore.

## La prima fase eliminatoria a gironi

### Squadre e gironi
Le 80 squadre partecipanti al primo turno sono state suddivise in 16 gironi da 5 squadre:
I gironi sono stati sorteggiati come segue:
| Girone A         | Girone B       | Girone C      | Girone D    | Girone E   | Girone F             |
| ---------------- | -------------- | ------------- | ----------- | ---------- | -------------------- |
| Biellese         | Legnano        | Cremonese     | Belluno     | Mantova    | Bellaria Igea Marina |
| Ivrea            | Meda           | Montichiari   | Cittadella  | Ravenna    | Forlì                |
| Novara           | Monza          | Pavia         | Lumezzane   | Reggiana   | Imolese              |
| Pro Vercelli     | Valenzana      | Pizzighettone | Padova      | Sassuolo   | Rimini               |
| Savona           | Varese         | Pro Sesto     | Südtirol    | SPAL       | San Marino           |
| Girone G         | Girone H       | Girone I      | Girone L    | Girone M   | Girone N             |
| Aglianese        | Fiorentina     | Arezzo        | Fano        | Chieti     | Latina               |
| Carrarese        | Lucchese       | CuoioCappiano | Gualdo      | Fermana    | Lodigiani            |
| Castelnuovo      | Montevarchi    | Grosseto      | Gubbio      | Giulianova | Olbia                |
| Pistoiese        | Prato          | Sansovino     | Tolentino   | Lanciano   | Tivoli               |
| Spezia           | Sangiovannese  | Viterbese     | Vis Pesaro  | Rosetana   | Torres               |
| Girone O         | Girone P       | Girone Q      | Girone R    |            |                      |
| Castel di Sangro | Benevento      | Catanzaro     | Acireale    |            |                      |
| Frosinone        | Fidelis Andria | Cavese        | Gela J.T.   |            |                      |
| Giugliano        | Foggia         | Crotone       | Igea Virtus |            |                      |
| Isernia          | Nocerina       | Melfi         | Paternò     |            |                      |
| Sora             | Palmese        | Taranto       | Ragusa      |            |                      |

### Girone A
| Squadra         | P.ti | G | V | N | P | GF | GS | DR |
| --------------- | ---- | - | - | - | - | -- | -- | -- |
| 1. Pro Vercelli | 10   | 4 | 3 | 1 | 0 | 8  | 4  | +4 |
| 2. Novara       | 6    | 4 | 2 | 0 | 2 | 9  | 7  | +2 |
| 3. Biellese     | 5    | 4 | 1 | 2 | 1 | 5  | 5  | =  |
| 4. Ivrea        | 4    | 4 | 1 | 1 | 2 | 6  | 7  | -1 |
| 5. Savona       | 3    | 4 | 1 | 0 | 3 | 3  | 8  | -5 |

| 17 agosto 2003 | Savona | 0 – 3 | Novara |  |

| 17 agosto 2003 | Pro Vercelli | 1 – 1 | Biellese |  |

| 20 agosto 2003 | Biellese | 1 – 2 | Savona |  |

| 20 agosto 2003 | Novara | 4 – 2 | Ivrea |  |

| 24 agosto 2003 | Ivrea | 2 – 2 | Biellese |  |

| 24 agosto 2003 | Savona | 1 – 2 | Pro Vercelli |  |

| 27 agosto 2003 | Biellese | 1 – 0 | Novara |  |

| 27 agosto 2003 | Pro Vercelli | 1 – 0 | Ivrea |  |

| 10 settembre 2003 | Ivrea | 2 – 0 | Savona |  |

| 10 settembre 2003 | Novara | 2 – 4 | Pro Vercelli |  |

### Girone B
| Squadra      | P.ti | G | V | N | P | GF | GS | DR |
| ------------ | ---- | - | - | - | - | -- | -- | -- |
| 1. Monza     | 10   | 4 | 3 | 1 | 0 | 8  | 5  | +3 |
| 2. Legnano   | 8    | 4 | 2 | 2 | 0 | 6  | 4  | +2 |
| 3. Meda      | 6    | 4 | 2 | 0 | 2 | 8  | 6  | +2 |
| 4. Varese    | 3    | 4 | 1 | 0 | 3 | 4  | 6  | -2 |
| 5. Valenzana | 1    | 4 | 0 | 1 | 3 | 0  | 5  | -5 |

| 17 agosto 2003 | Monza | 3 – 2 | Varese |  |

| 17 agosto 2003 | Legnano | 0 – 0 | Valenzana |  |

| 20 agosto 2003 | Valenzana | 0 – 1 | Monza |  |

| 20 agosto 2003 | Varese | 0 – 1 | Meda |  |

| 24 agosto 2003 | Meda | 3 – 0 | Valenzana |  |

| 24 agosto 2003 | Monza | 1 – 1 | Legnano |  |

| 27 agosto 2003 | Legnano | 3 – 2 | Meda |  |

| 27 agosto 2003 | Valenzana | 0 – 1 | Varese |  |

| 10 settembre 2003 | Meda | 2 – 3 | Monza |  |

| 10 settembre 2003 | Varese | 1 – 2 | Legnano |  |

### Girone C
| Squadra          | P.ti | G | V | N | P | GF | GS | DR |
| ---------------- | ---- | - | - | - | - | -- | -- | -- |
| 1. Pavia         | 8    | 4 | 2 | 2 | 0 | 9  | 5  | +4 |
| 2. Cremonese     | 6    | 4 | 1 | 3 | 0 | 3  | 2  | +1 |
| 3. Montichiari   | 5    | 4 | 1 | 2 | 1 | 7  | 4  | +3 |
| 4. Pizzighettone | 3    | 4 | 0 | 3 | 1 | 2  | 3  | -1 |
| 5. Pro Sesto     | 2    | 4 | 0 | 2 | 2 | 0  | 7  | -7 |

| 17 agosto 2003 | Cremonese | 0 – 0 | Pro Sesto |  |

| 17 agosto 2003 | Pavia | 3 – 2 | Montichiari |  |

| 20 agosto 2003 | Montichiari | 0 – 0 | Pizzighettone |  |

| 20 agosto 2003 | Pro Sesto | 0 – 3 | Pavia |  |

| 24 agosto 2003 | Pavia | 1 – 1 | Cremonese |  |

| 24 agosto 2003 | Pizzighettone | 0 – 0 | Pro Sesto |  |

| 27 agosto 2003 | Cremonese | 1 – 0 | Pizzighettone |  |

| 27 agosto 2003 | Pro Sesto | 0 – 4 | Montichiari |  |

| 10 settembre 2003 | Montichiari | 1 – 1 | Cremonese |  |

| 10 settembre 2003 | Pizzighettone | 2 – 2 | Pavia |  |

### Girone D
| Squadra       | P.ti | G | V | N | P | GF | GS | DR |
| ------------- | ---- | - | - | - | - | -- | -- | -- |
| 1. Cittadella | 10   | 4 | 3 | 1 | 0 | 6  | 1  | +5 |
| 2. Belluno    | 9    | 4 | 3 | 0 | 1 | 5  | 3  | +2 |
| 3. Südtirol   | 5    | 4 | 1 | 2 | 1 | 4  | 5  | -1 |
| 4. Padova     | 3    | 4 | 1 | 0 | 3 | 3  | 6  | -3 |
| 5. Lumezzane  | 1    | 4 | 0 | 1 | 3 | 1  | 4  | -3 |

| 17 agosto 2003 | Belluno | 0 – 2 | Cittadella |  |

| 17 agosto 2003 | Lumezzane | 1 – 1 | Südtirol |  |

| 20 agosto 2003 | Cittadella | 1 – 0 | Lumezzane |  |

| 20 agosto 2003 | Padova | 1 – 2 | Belluno |  |

| 23 agosto 2003 | Südtirol | 1 – 1 | Cittadella |  |

| 24 agosto 2003 | Lumezzane | 0 – 1 | Padova |  |

| 27 agosto 2003 | Belluno | 1 – 0 | Lumezzane |  |

| 27 agosto 2003 | Padova | 1 – 2 | Südtirol |  |

| 10 settembre 2003 | Cittadella | 2 – 0 | Padova |  |

| 10 settembre 2003 | Südtirol | 0 – 2 | Belluno |  |

### Girone E
| Squadra     | P.ti | G | V | N | P | GF | GS | DR |
| ----------- | ---- | - | - | - | - | -- | -- | -- |
| 1. Reggiana | 10   | 4 | 3 | 1 | 0 | 7  | 2  | +5 |
| 2. Mantova  | 9    | 4 | 3 | 0 | 1 | 5  | 2  | +3 |
| 3. Ravenna  | 4    | 4 | 1 | 1 | 2 | 4  | 5  | -1 |
| 4. SPAL     | 4    | 4 | 1 | 1 | 2 | 1  | 3  | -2 |
| 5. Sassuolo | 1    | 4 | 0 | 1 | 3 | 3  | 8  | -5 |

| 17 agosto 2003 | Mantova | 1 – 0 | SPAL |  |

| 17 agosto 2003 | Reggiana | 4 – 1 | Sassuolo |  |

| 20 agosto 2003 | Mantova | 2 – 0 | Ravenna |  |

| 20 agosto 2003 | SPAL | 1 – 0 | Sassuolo |  |

| 24 agosto 2003 | Ravenna | 2 – 0 | SPAL |  |

| 24 agosto 2003 | Reggiana | 2 – 1 | Mantova |  |

| 27 agosto 2003 | Sassuolo | 2 – 2 | Ravenna |  |

| 27 agosto 2003 | SPAL | 0 – 0 | Reggiana |  |

| 10 settembre 2003 | Ravenna | 0 – 1 | Reggiana |  |

| 10 settembre 2003 | Sassuolo | 0 – 1 | Mantova |  |

### Girone F
| Squadra                 | P.ti | G | V | N | P | GF | GS | DR |
| ----------------------- | ---- | - | - | - | - | -- | -- | -- |
| 1. Rimini               | 9    | 4 | 3 | 0 | 1 | 7  | 1  | +6 |
| 2. San Marino           | 8    | 4 | 2 | 2 | 0 | 3  | 1  | +2 |
| 3. Forlì                | 5    | 4 | 1 | 2 | 1 | 3  | 3  | +0 |
| 4. Imolese              | 3    | 4 | 1 | 0 | 3 | 2  | 7  | -5 |
| 5. Bellaria Igea Marina | 2    | 4 | 0 | 2 | 2 | 0  | 3  | -3 |

| 17 agosto 2003 | Imolese | 0 – 4 | Rimini |  |

| 17 agosto 2003 | San Marino | 0 – 0 | Bellaria Igea Marina |  |

| 20 agosto 2003 | Bellaria Igea Marina | 0 – 0 | Forlì |  |

| 20 agosto 2003 | Rimini | 0 – 1 | San Marino |  |

| 24 agosto 2003 | Forlì | 0 – 1 | Rimini |  |

| 24 agosto 2003 | San Marino | 1 – 0 | Imolese |  |

| 27 agosto 2003 | Imolese | 1 – 2 | Forlì |  |

| 27 agosto 2003 | Rimini | 2 – 0 | Bellaria Igea Marina |  |

| 9 settembre 2003 | Forlì | 1 – 1 | San Marino |  |

| 10 settembre 2003 | Bellaria Igea Marina | 0 – 1 | Imolese |  |

### Girone G
| Squadra        | P.ti | G | V | N | P | GF | GS | DR  |
| -------------- | ---- | - | - | - | - | -- | -- | --- |
| 1. Castelnuovo | 10   | 4 | 3 | 1 | 0 | 9  | 1  | +8  |
| 2. Spezia      | 9    | 4 | 3 | 0 | 1 | 13 | 3  | +10 |
| 3. Pistoiese   | 6    | 4 | 2 | 0 | 2 | 4  | 5  | -1  |
| 4. Aglianese   | 4    | 4 | 1 | 1 | 2 | 4  | 7  | -3  |
| 5. Carrarese   | 0    | 4 | 0 | 0 | 4 | 3  | 17 | -14 |

| 17 agosto 2003 | Carrarese | 0 – 5 | Castelnuovo |  |

| 17 agosto 2003 | Pistoiese | 1 – 3 | Spezia |  |

| 20 agosto 2003 | Aglianese | 3 – 2 | Carrarese |  |

| 20 agosto 2003 | Castelnuovo | 1 – 0 | Pistoiese |  |

| 24 agosto 2003 | Pistoiese | 1 – 0 | Aglianese |  |

| 24 agosto 2003 | Spezia | 0 – 2 | Castelnuovo |  |

| 27 agosto 2003 | Aglianese | 0 – 3 | Spezia |  |

| 27 agosto 2003 | Carrarese | 1 – 2 | Pistoiese |  |

| 10 settembre 2003 | Castelnuovo | 1 – 1 | Aglianese |  |

| 10 settembre 2003 | Spezia | 7 – 0 | Carrarese |  |

### Girone H
| Squadra          | P.ti | G | V | N | P | GF | GS | DR  |
| ---------------- | ---- | - | - | - | - | -- | -- | --- |
| 1. Sangiovannese | 10   | 4 | 3 | 1 | 0 | 5  | 1  | +4  |
| 2. Montevarchi   | 7    | 4 | 2 | 1 | 1 | 4  | 3  | +1  |
| 3. Fiorentina    | 5    | 4 | 1 | 2 | 1 | 4  | 3  | +1  |
| 4. Lucchese      | 4    | 4 | 1 | 1 | 2 | 10 | 4  | +6  |
| 5. Prato         | 1    | 4 | 1 | 0 | 3 | 1  | 13 | -12 |

| 17 agosto 2003 | Montevarchi | 1 – 1 | Prato |  |

| 17 agosto 2003 | Sangiovannese | 1 – 0 | Lucchese |  |

| 20 agosto 2003 | Lucchese | 1 – 1 | Fiorentina |  |

| 20 agosto 2003 | Prato | 0 – 1 | Sangiovannese |  |

| 24 agosto 2003 | Fiorentina | 2 – 0 | Prato |  |

| 24 agosto 2003 | Sangiovannese | 2 – 0 | Montevarchi |  |

| 27 agosto 2003 | Montevarchi | 1 – 0 | Fiorentina |  |

| 27 agosto 2003 | Prato | 0 – 9 | Lucchese |  |

| 10 settembre 2003 | Lucchese | 0 – 2 | Montevarchi |  |

| 17 settembre 2003 | Fiorentina | 1 – 1 | Sangiovannese |  |

### Girone I
| Squadra          | P.ti | G | V | N | P | GF | GS | DR |
| ---------------- | ---- | - | - | - | - | -- | -- | -- |
| 1. Grosseto      | 10   | 4 | 3 | 1 | 0 | 7  | 2  | +5 |
| 2. Arezzo        | 6    | 4 | 1 | 3 | 0 | 5  | 3  | +2 |
| 3. Sansovino     | 6    | 4 | 2 | 0 | 2 | 4  | 7  | -3 |
| 4. CuoioCappiano | 2    | 4 | 0 | 2 | 2 | 3  | 5  | -2 |
| 5. Viterbese     | 2    | 4 | 0 | 2 | 2 | 2  | 4  | -2 |

| 17 agosto 2003 | Sansovino | 0 – 3 | Grosseto |  |

| 17 agosto 2003 | Viterbese | 1 – 1 | Arezzo |  |

| 20 agosto 2003 | Arezzo | 3 – 1 | Sansovino |  |

| 20 agosto 2003 | CuoioCappiano | 0 – 0 | Viterbese |  |

| 24 agosto 2003 | Grosseto | 0 – 0 | Arezzo |  |

| 24 agosto 2003 | Sansovino | 2 – 1 | CuoioCappiano |  |

| 27 agosto 2003 | CuoioCappiano | 1 – 2 | Grosseto |  |

| 27 agosto 2003 | Viterbese | 0 – 1 | Sansovino |  |

| 10 settembre 2003 | Arezzo | 1 – 1 | CuoioCappiano |  |

| 10 settembre 2003 | Grosseto | 2 – 1 | Viterbese |  |

### Girone L
| Squadra       | P.ti | G | V | N | P | GF | GS | DR |
| ------------- | ---- | - | - | - | - | -- | -- | -- |
| 1. Tolentino  | 8    | 4 | 2 | 2 | 0 | 7  | 5  | +2 |
| 2. Gualdo     | 6    | 4 | 1 | 3 | 0 | 5  | 3  | +2 |
| 3. Gubbio     | 6    | 4 | 1 | 3 | 0 | 4  | 2  | +2 |
| 4. Fano       | 3    | 4 | 1 | 0 | 3 | 4  | 8  | -4 |
| 5. Vis Pesaro | 2    | 4 | 0 | 2 | 2 | 3  | 5  | -2 |

| 17 agosto 2003 | Fano | 2 – 1 | Vis Pesaro |  |

| 17 agosto 2003 | Gubbio | 1 – 1 | Gualdo |  |

| 20 agosto 2003 | Gualdo | 3 – 1 | Fano |  |

| 20 agosto 2003 | Tolentino | 1 – 1 | Gubbio |  |

| 24 agosto 2003 | Fano | 1 – 2 | Tolentino |  |

| 24 agosto 2003 | Vis Pesaro | 0 – 0 | Gualdo |  |

| 27 agosto 2003 | Gubbio | 2 – 0 | Fano |  |

| 27 agosto 2003 | Tolentino | 3 – 2 | Vis Pesaro |  |

| 10 settembre 2003 | Gualdo | 1 – 1 | Tolentino |  |

| 10 settembre 2003 | Vis Pesaro | 0 – 0 | Gubbio |  |

### Girone M
| Squadra       | P.ti | G | V | N | P | GF | GS | DR |
| ------------- | ---- | - | - | - | - | -- | -- | -- |
| 1. Rosetana   | 8    | 4 | 2 | 2 | 0 | 3  | 1  | +2 |
| 2. Chieti     | 8    | 4 | 2 | 2 | 0 | 2  | 0  | +2 |
| 3. Giulianova | 6    | 4 | 2 | 0 | 2 | 4  | 3  | +1 |
| 4. Lanciano   | 4    | 4 | 1 | 1 | 2 | 5  | 3  | +2 |
| 5. Fermana    | 1    | 4 | 0 | 1 | 3 | 2  | 9  | -7 |

| 17 agosto 2003 | Fermana | 0 – 0 | Chieti |  |

| 17 agosto 2003 | Lanciano | 0 – 0 | Rosetana |  |

| 20 agosto 2003 | Chieti | 1 – 0 | Lanciano |  |

| 20 agosto 2003 | Rosetana | 1 – 0 | Giulianova |  |

| 24 agosto 2003 | Lanciano | 5 – 0 | Fermana |  |

| 24 agosto 2003 | Giulianova | 0 – 1 | Chieti |  |

| 27 agosto 2003 | Chieti | 0 – 0 | Rosetana |  |

| 27 agosto 2003 | Fermana | 1 – 2 | Giulianova |  |

| 10 settembre 2003 | Giulianova | 2 – 0 | Lanciano |  |

| 10 settembre 2003 | Rosetana | 2 – 1 | Fermana |  |

### Girone N
| Squadra      | P.ti | G | V | N | P | GF | GS | DR |
| ------------ | ---- | - | - | - | - | -- | -- | -- |
| 1. Latina    | 8    | 4 | 2 | 2 | 0 | 8  | 6  | +2 |
| 2. Torres    | 7    | 4 | 2 | 1 | 1 | 6  | 4  | +2 |
| 3. Tivoli    | 5    | 4 | 1 | 2 | 1 | 6  | 6  | +0 |
| 4. Olbia     | 3    | 4 | 0 | 3 | 1 | 4  | 5  | -1 |
| 5. Lodigiani | 2    | 4 | 0 | 2 | 2 | 6  | 9  | -3 |

| 17 agosto 2003 | Torres | 2 – 1 | Olbia |  |

| 17 agosto 2003 | Tivoli | 2 – 2 | Lodigiani |  |

| 20 agosto 2003 | Lodigiani | 2 – 3 | Latina |  |

| 20 agosto 2003 | Olbia | 1 – 1 | Tivoli |  |

| 24 agosto 2003 | Latina | 1 – 1 | Olbia |  |

| 24 agosto 2003 | Tivoli | 1 – 0 | Torres |  |

| 27 agosto 2003 | Olbia | 1 – 1 | Lodigiani |  |

| 27 agosto 2003 | Torres | 1 – 1 | Latina |  |

| 10 settembre 2003 | Latina | 3 – 2 | Tivoli |  |

| 10 settembre 2003 | Lodigiani | 1 – 3 | Torres |  |

### Girone O
| Squadra             | P.ti | G | V | N | P | GF | GS | DR |
| ------------------- | ---- | - | - | - | - | -- | -- | -- |
| 1. Sora             | 8    | 4 | 2 | 2 | 0 | 8  | 4  | +4 |
| 2. Isernia          | 6    | 4 | 2 | 1 | 1 | 7  | 6  | +1 |
| 3. Frosinone        | 6    | 4 | 2 | 1 | 1 | 5  | 5  | +0 |
| 4. Giugliano        | 3    | 4 | 1 | 0 | 3 | 4  | 6  | -2 |
| 5. Castel di Sangro | 0    | 4 | 0 | 0 | 4 | 1  | 10 | -9 |

| 17 agosto 2003 | Frosinone | 2 – 1 | Giugliano |  |

| 17 agosto 2003 | Sora | 2 – 2 | Isernia |  |

| 20 agosto 2003 | Giugliano | 2 – 0 | Castel di Sangro |  |

| 20 agosto 2003 | Isernia | – | Frosinone |  |

| 24 agosto 2003 | Castel di Sangro | 1 – 3 | Isernia |  |

| 24 agosto 2003 | Frosinone | 1 – 1 | Sora |  |

| 27 agosto 2003 | Isernia | 2 – 0 | Giugliano |  |

| 27 agosto 2003 | Sora | 3 – 0 | Castel di Sangro |  |

| 10 settembre 2003 | Castel di Sangro | 0 – 2 | Frosinone |  |

| 10 settembre 2003 | Giugliano | 1 – 2 | Sora |  |

### Girone P
| Squadra           | P.ti | G | V | N | P | GF | GS | DR  |
| ----------------- | ---- | - | - | - | - | -- | -- | --- |
| 1. Foggia         | 8    | 4 | 2 | 2 | 0 | 14 | 4  | +10 |
| 2. Benevento      | 8    | 4 | 2 | 2 | 0 | 11 | 2  | +9  |
| 3. Fidelis Andria | 6    | 4 | 1 | 3 | 0 | 6  | 3  | +3  |
| 4. Nocerina       | 4    | 4 | 1 | 1 | 2 | 4  | 9  | -5  |
| 5. Palmese        | 0    | 4 | 0 | 0 | 4 | 2  | 19 | -17 |

| 17 agosto 2003 | Fidelis Andria | 4 – 1 | Palmese |  |

| 17 agosto 2003 | Foggia | 5 – 1 | Nocerina |  |

| 20 agosto 2003 | Nocerina | 0 – 2 | Sporting Benevento |  |

| 20 agosto 2003 | Palmese | 0 – 6 | Foggia |  |

| 24 agosto 2003 | Sporting Benevento | 7 – 0 | Palmese |  |

| 24 agosto 2003 | Foggia | 1 – 1 | Fidelis Andria |  |

| 27 agosto 2003 | Fidelis Andria | 0 – 0 | Sporting Benevento |  |

| 27 agosto 2003 | Palmese | 1 – 2 | Nocerina |  |

| 10 settembre 2003 | Sporting Benevento | 2 – 2 | Foggia |  |

| 10 settembre 2003 | Nocerina | 1 – 1 | Fidelis Andria |  |

### Girone Q
| Squadra      | P.ti | G | V | N | P | GF | GS | DR |
| ------------ | ---- | - | - | - | - | -- | -- | -- |
| 1. Crotone   | 10   | 4 | 3 | 1 | 0 | 12 | 5  | +7 |
| 2. Taranto   | 6    | 4 | 1 | 3 | 0 | 6  | 5  | +1 |
| 3. Catanzaro | 5    | 4 | 1 | 2 | 1 | 7  | 3  | +4 |
| 4. Cavese    | 5    | 4 | 1 | 2 | 1 | 3  | 6  | -3 |
| 5. Melfi     | 0    | 4 | 0 | 0 | 4 | 2  | 11 | -9 |

| 17 agosto 2003 | Catanzaro | 0 – 0 | Cavese |  |

| 17 agosto 2003 | Taranto | 3 – 3 | Crotone |  |

| 20 agosto 2003 | Cavese | 2 – 1 | Melfi |  |

| 20 agosto 2003 | Crotone | 2 – 1 | Catanzaro |  |

| 24 agosto 2003 | Catanzaro | 1 – 1 | Taranto |  |

| 24 agosto 2003 | Melfi | 1 – 3 | Crotone |  |

| 27 agosto 2003 | Crotone | 4 – 0 | Cavese |  |

| 27 agosto 2003 | Taranto | 1 – 0 | Melfi |  |

| 10 settembre 2003 | Cavese | 1 – 1 | Taranto |  |

| 10 settembre 2003 | Melfi | 0 – 5 | Catanzaro |  |

### Girone R
| Squadra        | P.ti | G | V | N | P | GF | GS | DR |
| -------------- | ---- | - | - | - | - | -- | -- | -- |
| 1. Acireale    | 8    | 4 | 2 | 2 | 0 | 8  | 2  | +6 |
| 2. Paternò     | 8    | 4 | 2 | 2 | 0 | 4  | 2  | +2 |
| 3. Ragusa      | 6    | 4 | 2 | 0 | 2 | 6  | 8  | -2 |
| 4. Igea Virtus | 3    | 4 | 0 | 3 | 1 | 3  | 4  | -1 |
| 5. Gela J.T.   | 1    | 4 | 0 | 1 | 3 | 0  | 5  | -5 |

| 17 agosto 2003 | Igea Virtus | 1 – 1 | Paternò |  |

| 17 agosto 2003 | Ragusa | 2 – 0 | Gela J.T. |  |

| 20 agosto 2003 | Gela J.T. | 0 – 2 | Acireale |  |

| 20 agosto 2003 | Paternò | 2 – 1 | Ragusa |  |

| 24 agosto 2003 | Acireale | 0 – 0 | Paternò |  |

| 24 agosto 2003 | Ragusa | 2 – 1 | Igea Virtus |  |

| 27 agosto 2003 | Igea Virtus | 1 – 1 | Acireale |  |

| 27 agosto 2003 | Paternò | 1 – 0 | Gela J.T. |  |

| 10 settembre 2003 | Acireale | 5 – 1 | Ragusa |  |

| 10 settembre 2003 | Gela J.T. | 0 – 0 | Igea Virtus |  |

## Fase ad eliminazione diretta

### Sedicesimi di finale
| Squadra 1     | Totale | Squadra 2      | Andata     | Ritorno         |
| ------------- | ------ | -------------- | ---------- | --------------- |
|               |        |                | 05.11.2003 | 19.11.2003      |
| Acireale      | 2 - 3  | Crotone        | 1 - 1      | 1 - 2           |
| Belluno       | 5 - 5  | Mantova        | 3 - 3      | 2 - 2           |
| Foggia        | 1 - 10 | Chieti         | 1 - 3      | 0 - 7           |
| Grosseto      | 2 - 3  | Teramo         | 1 - 1      | 1 - 2           |
| Latina        | 1 - 3  | Sora           | 1 - 1      | 0 - 2           |
| Legnano       | 0 - 1  | Pro Patria     | 0 - 1      | 0 - 0           |
| Martina       | 1 - 4  | Brindisi       | 0 - 1      | 1 - 3           |
| Monza         | 2 - 6  | Cittadella     | 1 - 4      | 1 - 2           |
| Pisa          | 2 - 5  | Castelnuovo    | 2 - 2      | 0 - 3           |
| Pro Vercelli  | 2 - 5  | Pavia          | 0 - 2      | 2 - 3           |
| Rimini        | 3 - 4  | Reggiana       | 2 - 1      | 1 - 3           |
| Rosetana      | 2 - 4  | Benevento      | 2 - 1      | 0 - 3           |
| Sangiovannese | 3 - 3  | Spezia         | 2 - 0      | 1 - 3           |
| San Marino    | 0 - 4  | Cesena         | 0 - 2      | 0 - 2           |
| Tolentino     | 1 - 4  | Sambenedettese | 1 - 2      | 0 - 2           |
| Torres        | 3 - 3  | Paternò        | 2 - 1      | 1 - 2 (6-5 dcr) |

### Ottavi di finale
| Squadra 1   | Totale | Squadra 2      | Andata     | Ritorno     |
| ----------- | ------ | -------------- | ---------- | ----------- |
|             |        |                | 03.12.2003 | 17.12.2003  |
| Brindisi    | 3 - 3  | Sora           | 2 - 2      | 1 - 1       |
| Castelnuovo | 4 - 1  | Sangiovannese  | 0 - 0      | 4 - 1       |
| Cesena      | 3 - 1  | Reggiana       | 2 - 1      | 1 - 0       |
| Chieti      | 5 - 1  | Benevento      | 2 - 0      | 3 - 1       |
| Cittadella  | 6 - 2  | Mantova        | 3 - 1      | 3 - 1       |
| Pro Patria  | 4 - 3  | Pavia          | 2 - 1      | 2 - 2 (dts) |
| Teramo      | 1 - 1  | Sambenedettese | 0 - 0      | 1 - 1       |
| Torres      | 2 - 5  | Crotone        | 0 - 2      | 2 - 3       |

### Quarti di finale
| Squadra 1   | Totale | Squadra 2  | Andata     | Ritorno    |
| ----------- | ------ | ---------- | ---------- | ---------- |
|             |        |            | 21.01.2004 | 04.02.2004 |
| Castelnuovo | 3 - 7  | Crotone    | 3 - 2      | 0 - 5      |
| Cesena      | 3 - 1  | Sora       | 2 - 0      | 1 - 1      |
| Chieti      | 1 - 3  | Cittadella | 1 - 2      | 0 - 1      |
| Teramo      | 3 - 7  | Pro Patria | 3 - 4      | 0 - 3      |

### Semifinali
| Squadra 1 | Totale | Squadra 2  | Andata     | Ritorno    |
| --------- | ------ | ---------- | ---------- | ---------- |
|           |        |            | 03.03.2004 | 24.03.2004 |
| Cesena    | 1 - 1  | Cittadella | 0 - 0      | 1 - 1      |
| Crotone   | 2 - 5  | Pro Patria | 1 - 2      | 1 - 3      |

### Finale
| Squadra 1 | Totale | Squadra 2  | Andata     | Ritorno    |
| --------- | ------ | ---------- | ---------- | ---------- |
|           |        |            | 15.04.2004 | 29.04.2004 |
| Cesena    | 5 - 1  | Pro Patria | 4 - 1      | 1 - 0      |

| Arbitro: | Stefanini (Prato) |

|                                                 |           |                |
| Bernacci 5’ Piccoli 9’ Bernacci 52’ Ranalli 88’ | Marcatori | 24’ Tramezzani |

| Arbitro: | Salati (Trento) |

|  |           |              |
|  | Marcatori | 24’ Bernacci |

### Tabellini finale

#### Andata
Cesena: Vecchini, Rea (67' Confalone), Peccarisi, Bocchini, Tricoli (58' Ambrogioni), Biserni, De Feudis, Pestrin , Piccoli, Bernacci (64' Chiaretti), Ranalli. All. Castori.
Pro Patria: Di Sarno, Corti, Dato , Salvalaggio, Tramezzani, Kalu, Piovanelli  (78' Morante), Boscolo, Trezzi, Belluomini (73' Romano), Elia. All. Sala.

#### Ritorno
Pro Patria: Di Sarno, Morante , Salvalaggio, Annoni, Corti, Carbone (83' Lombardi), Piovanelli, Tramezzani  (71' Cattaneo), Elia  (64' Santangelo), Belluomini, Kalu 
. All. Sala.
Cesena: Vecchini, Ambrogioni, Peccarisi , Bocchini, Tricoli, Tedoldi (67' Piccoli), Biserni (76' Ongfiang), De Feudis , Groppi, Bernacci, Chiaretti (53' Ranalli). All. Castori.